# Oliarus vicaria
Oliarus vicaria är en insektsart som först beskrevs av Walker 1851.  Oliarus vicaria ingår i släktet Oliarus och familjen kilstritar. Inga underarter finns listade i Catalogue of Life.